# Aeolochroma hypochromaria
Aeolochroma hypochromaria är en fjärilsart som beskrevs av Achille Guenée 1857. Aeolochroma hypochromaria ingår i släktet Aeolochroma och familjen mätare. Inga underarter finns listade i Catalogue of Life.